# Axel Kahn
Pour les articles homonymes, voir Kahn.
Axel Kahn, né le 5 septembre 1944 au Petit-Pressigny (Indre-et-Loire) et mort le 5 juillet 2021 à Paris 15e, est un scientifique, médecin généticien et essayiste français. Directeur de recherche à l'Inserm et ancien directeur de l'Institut Cochin, il préside l'université Paris-Descartes de 2007 à 2011 puis la Ligue nationale contre le cancer de 2019 à 2021.
Il est surtout connu du grand public pour ses actions de vulgarisation scientifique et ses prises de positions sur des questions éthiques et philosophiques ayant trait à la médecine et aux biotechnologies — notamment le clonage et les OGM — en particulier dans le cadre de son travail au sein du Comité consultatif national d'éthique (CCNE) de 1992 à 2004.

## Biographie

### Enfance et formation
Axel Maurice René Kahn naît le 5 septembre 1944 au Petit-Pressigny (Indre-et-Loire). Il est le fils du philosophe Jean Kahn-Dessertenne (1916-1970) d'origine juive alsacienne par son père et de Camille Ferriot (1914-2005), fervente catholique originaire de Mussy-sur-Seine (Aube). Le second mari d'une de ses arrière-grands-mères, Jacques Maurice Dessertenne, était un peintre reconnu qui illustra notamment plusieurs éditions de l'encyclopédie Larousse,,.
Il est le frère du journaliste Jean-François Kahn (1938-2025) et du chimiste Olivier Kahn (1942-1999).
Il passe les premières années de sa vie aux bons soins de sa nourrice Léontine Moreau dans le village du Petit-Pressigny,. Après cette prime enfance campagnarde, on lui fait rejoindre, en 1949, sa famille rue des Plantes à Paris où son père dirige l'école privée Godéchoux,. Ses parents se séparent en 1954 et Axel reste avec sa mère et son frère Olivier. En 1957, sa mère fait une rechute de tuberculose et se fait soigner une année durant dans un sanatorium. Axel est envoyé en pension à Saint-Germain-en-Laye dans les Yvelines.
Après avoir été louveteau à cinq ans, il est enfant de chœur et entre chez les Scouts de France, où il est victime de pédophilie par un chef scout et un prêtre.
Très attiré par la religion catholique au point d'envisager un temps d'entrer dans les ordres, il perd la foi alors qu'il est pensionnaire en classe de seconde à Pontlevoy près de Blois (Loir-et-Cher) dans un lycée jésuite mais reste attaché aux valeurs chrétiennes,. Entreprenant des recherches généalogiques, il prend conscience de ses origines juives et découvre le racisme.
Axel Kahn entre en classe de première au lycée Buffon à Paris. Comme son père l'avait fait dans sa jeunesse, il s'engage à cette époque auprès du Parti communiste et devient, en 1961, secrétaire des jeunesses communistes du lycée. Après un prix au concours général, puis le baccalauréat qu'il obtient avec mention, il fait des études de médecine et devient interne des Hôpitaux de Paris à l'hôpital Lariboisière notamment.
En 1967-1968, durant son service militaire dans le cadre de la coopération, il est médecin-chef dans la préfecture de Haute-Kotto en République centrafricaine.

### Vie de famille
Le 17 avril 1970, son père se suicide en laissant, à lui seul plus jeune garçon de sa fratrie, un message : « […] au plus capable de faire durement les choses nécessaires, […] sois raisonnable et humain […] »,, événement qu'il considère comme ayant eu une grande importance dans sa vie,,. En 2004, il fera encore de cette injonction le titre d'un de ses ouvrages,.
Axel Kahn est le père de trois enfants issus de son premier mariage en 1969 avec Viviane Seillon. Il épouse en deuxièmes noces, le 28 janvier 1995 dans le 15e arrondissement de Paris, Pascale Briand, une chercheuse scientifique française ; ils se séparent en juin de la même année.

### Parcours scientifique
Axel Kahn est docteur en médecine avec une spécialité en hématologie (1974) et docteur ès sciences (1976). Il devient chercheur à l'Inserm avec une spécialisation en biochimie et intègre en tant que chargé de recherches, en 1976, le groupe de Jean-Claude Dreyfus au sein de l'Institut de pathologie moléculaire de l'hôpital Cochin créé en 1969 et dirigé par Georges Schapira, qui formera le cœur du futur Institut Cochin.
Il effectue l'ensemble de sa carrière de chercheur à l'Inserm, devenant directeur de recherche de seconde classe en 1978, de première classe en 1988, puis de classe exceptionnelle en 1993. En parallèle de ses activités de recherche, il exerce la médecine jusqu'en 1992, notamment à l’hôpital Beaujon.
Il est également membre fondateur et le rédacteur en chef, de 1986 à 1997, de la revue scientifique franco-québécoise Médecine/sciences.

#### Travaux de recherche

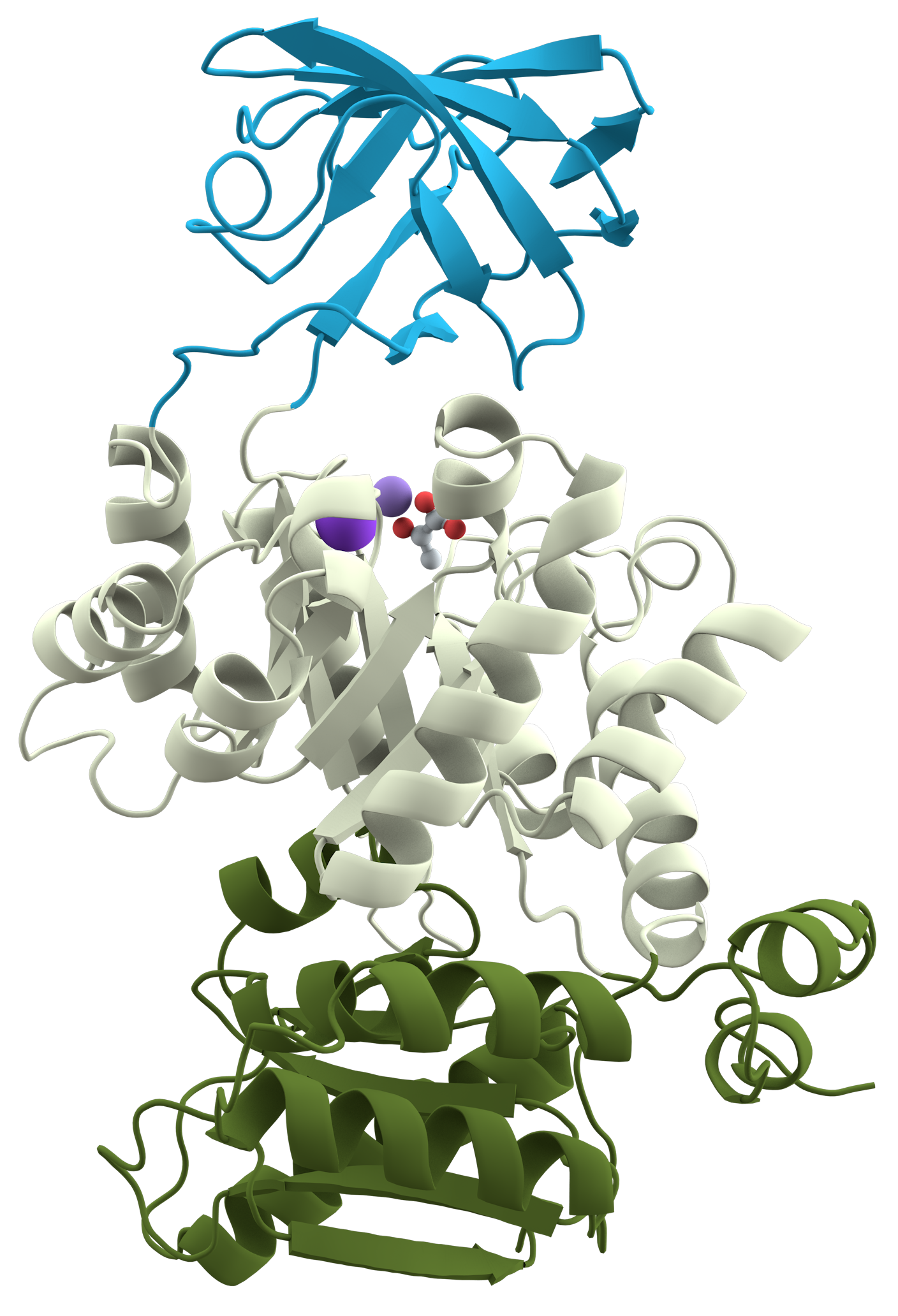
Structure moléculaire de la pyruvate kinase.

Ses travaux portent sur la génétique moléculaire appliquée à l’étude de maladies héréditaires, notamment hématologiques, et à celle des mécanismes de la différenciation et de la régulation de l’expression des gènes. Il est l'auteur avec ses équipes de plus de 450 articles parus dans des revues scientifiques de premier plan.
Dans la continuité de sa thèse de doctorat consacrée en 1976 aux déficits en glucose-6-phosphate déshydrogénase, il développe des recherches en enzymologie, s'intéressant en particulier aux anomalies biochimiques à l'origine des anémies liées aux déficits en enzymes telles que la phosphofructo-kinase, la phosphoglycérate kinase, et la pyruvate kinase dont il est un spécialiste. Ses résultats d'enzymologie lui permettent de mettre en évidence le caractère monoclonal de la splénomégalie myéloïde. Il démontre également que la pyruvate kinase, enzyme des globules rouges et du foie, peut être codée par le même gène sous le contrôle de deux promoteurs distincts.
À la fin des années 1970, Axel Kahn commence à s’intéresser au génie génétique pour étudier la synthèse des enzymes mutés. Après avoir cloné l’ADN complémentaire et le gène de la pyruvate kinase, Axel Kahn et son équipe contribuent de manière significative à la compréhension de la régulation de ce gène par le glucose. En collaboration avec l'unité Inserm 293 de Nathalie Josso, il dirige l'équipe qui clone l'ADN complémentaire et le gène de l’hormone antimüllérienne. Avec Jamel Chelly, il met en évidence le mécanisme de la transcription illégitime dans lequel n’importe quel gène peut être transcrit dans n’importe quel type de cellule,.
Il s'oriente dans les années 1990 vers la thérapie génique en dirigeant des équipes de recherche qui étudient les possibilités thérapeutiques du transfert de gènes. Elles montrent, en 1993, l'efficacité d'une thérapie génique locale sur la souris pour la myopathie de Duchenne. Dans le même temps, les travaux du groupe emmené par Livia Poenaru établissent la possibilité du transfert de gènes dans les cellules du cerveau. Cette méthode sera utilisée pour tenter de traiter la dégénérescence moto-neuronale chez la souris. Une autre équipe évalue quant à elle la possibilité de repeupler le foie de la souris grâce au transfert d'hépatocytes résistants à l’apoptose. Avec Christine Perret-Mayeux, il dirige les travaux qui démontrent, en 1998, l'importance des mutations du gène codant la β-caténine dans les carcinomes hépatocellulaires chez la souris et chez l’homme.
Enfin en 2001, l’équipe de Sophie Vaulont, qu'il supervise, découvre en même temps que l'équipe de l’unité Inserm 522 dirigée par Christiane Guillouzo l'implication de l’hepcidine dans le métabolisme du fer,. Son groupe identifie par la suite les mécanismes d'action de cette nouvelle hormone,,,,.

#### Conseils et expertise
Axel Kahn préside de 1988 à 1997 la Commission du génie biomoléculaire auprès du ministère de l'Agriculture et de la Pêche, chargée d’évaluer les risques liés à l'utilisation de PGM, plantes génétiquement modifiées. Ardent défenseur des applications agricoles de la génétique qu'il qualifie « d'industrie aux promesses prodigieuses ». Il quitte la présidence de la Commission du génie biomoléculaire début 1997 lorsque le gouvernement français interdit la culture du maïs transgénique en France. Il est ensuite nommé directeur scientifique adjoint pour les sciences de la vie de la société Rhône-Poulenc de 1997 à 1999, ce qui aux yeux de certains[Qui ?] lui fait perdre en crédibilité dans le débat sur les OGM,, car cette compagnie en était l'acteur français le plus important.
Il est membre du Comité consultatif national d'éthique (CCNE) de 1992 à 2004, et en a présidé la section technique de 1992 à 1994. Il s'est notamment déclaré hostile au clonage thérapeutique, au motif qu'il « attenterait à la dignité humaine ».
Au niveau de la Commission européenne, il est nommé président du Groupe d'experts de haut niveau pour les Sciences de la Vie (un organe de conseil sur les biosciences et les biotechnologies) de 2000 à 2002 par le commissaire européen chargé de la recherche Philippe Busquin.
Il est également membre en 1998 du conseil scientifique de l'Office parlementaire d'évaluation des choix scientifiques et technologiques (OPECST).
Axel Kahn est nommé, en Conseil des ministres en mars 2008, membre de la commission présidée par Simone Veil, pour la révision du préambule de la Constitution française de 1958,. Il rejoint en 2014, le Comité de déontologie du Comité national olympique et sportif français. Il succède en avril 2016 à Louis Schweitzer en tant que président du Comité consultatif commun d'éthique de l'INRA (devenu INRAE) et du CIRAD élargi à l'IFREMER et l'IRD (C3E4),,,.

### Parcours administratif

#### Institut Cochin

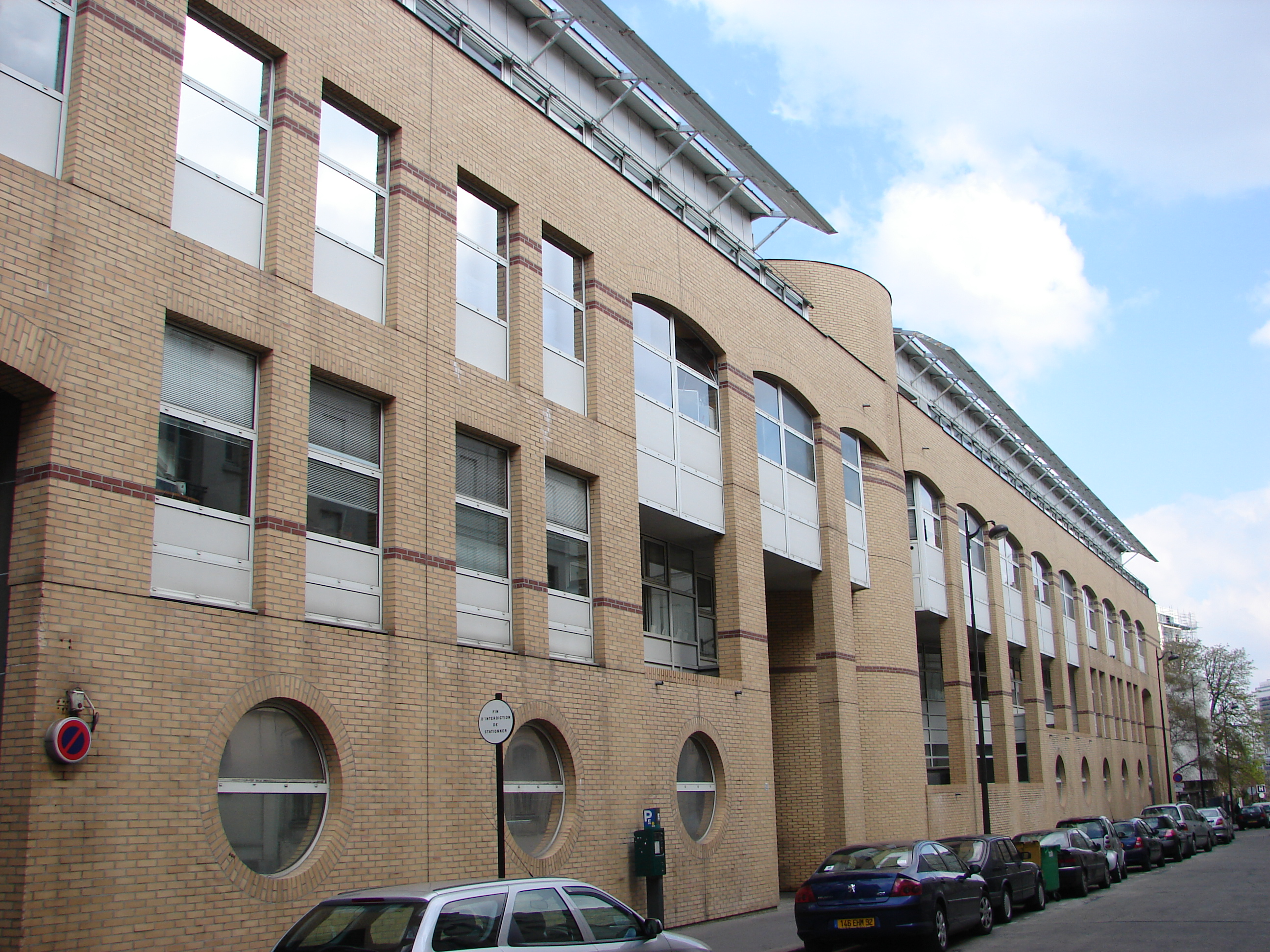
L'Institut Cochin, rue Méchain à Paris.

Axel Kahn termine son internat en hématologie à l'hôpital Beaujon au sein de l'unité Inserm 24, « Physiopathologie hépatique », dans l'équipe de Pierre Boivin. Il devient chargé de recherches en 1974, puis intègre en 1976, l'unité Inserm 129, « Enzymologie pathologique », dirigée par Jean-Claude Dreyfus, et située rue du Faubourg-Saint-Jacques sur le campus de l'hôpital Cochin. Après le départ à la retraite de ce dernier en 1984, Axel Kahn prend la tête de l'unité Inserm 129 devenue un laboratoire de génétique moléculaire, réorganisée sous le nom « Recherche de génétique et pathologie moléculaires ». Elle compte en 1986 plus de cinquante personnes travaillant dans cinq équipes de recherche. Axel Kahn est le responsable scientifique de trois d'entre elles. En 1998, l'unité 129 renommée « Recherche en physiologie et pathologie génétiques et moléculaires » est composée de plus de 80 personnes réparties dans sept équipes de recherche. Axel Kahn la dirige jusqu'en 2002.
L'Institut Cochin de génétique moléculaire (ICGM) est créé en 1990 rue Méchain sous l'impulsion de Jean-Paul Levy et avec le soutien d'Axel Kahn. Il s'agit d'un institut fédératif qui met en commun les ressources de plusieurs unités de recherche dont l'unité 152 de Jean-Paul Levy et l'unité 129 d'Axel Kahn. L'Institut Cochin est créé le 1er janvier 2002 sur les bases de l'ICGM en fusionnant les unités de recherche qu'il associait et en agglomérant d'autres. Ce nouvel ensemble est un centre intégré de recherche biomédicale pluridisciplinaire placé sous la triple tutelle de l'Inserm, du CNRS et de l'université Paris Descartes. Il compte à sa création près de 550 personnes dont 190 chercheurs, travaillant dans 43 équipes de recherche regroupées en six départements. Axel Kahn, qui en est à l'origine, en est le premier directeur jusqu'en 2007. Il prend également la direction de l'Institut fédératif de recherche Alfred-Jost (IFR 116) dont l'Institut Cochin constitue la plus grande partie.
En 2004, comme quelques personnalités de l'Institut Cochin, il soutient très activement le mouvement des chercheurs Sauvons la recherche,.

#### Université Paris Descartes

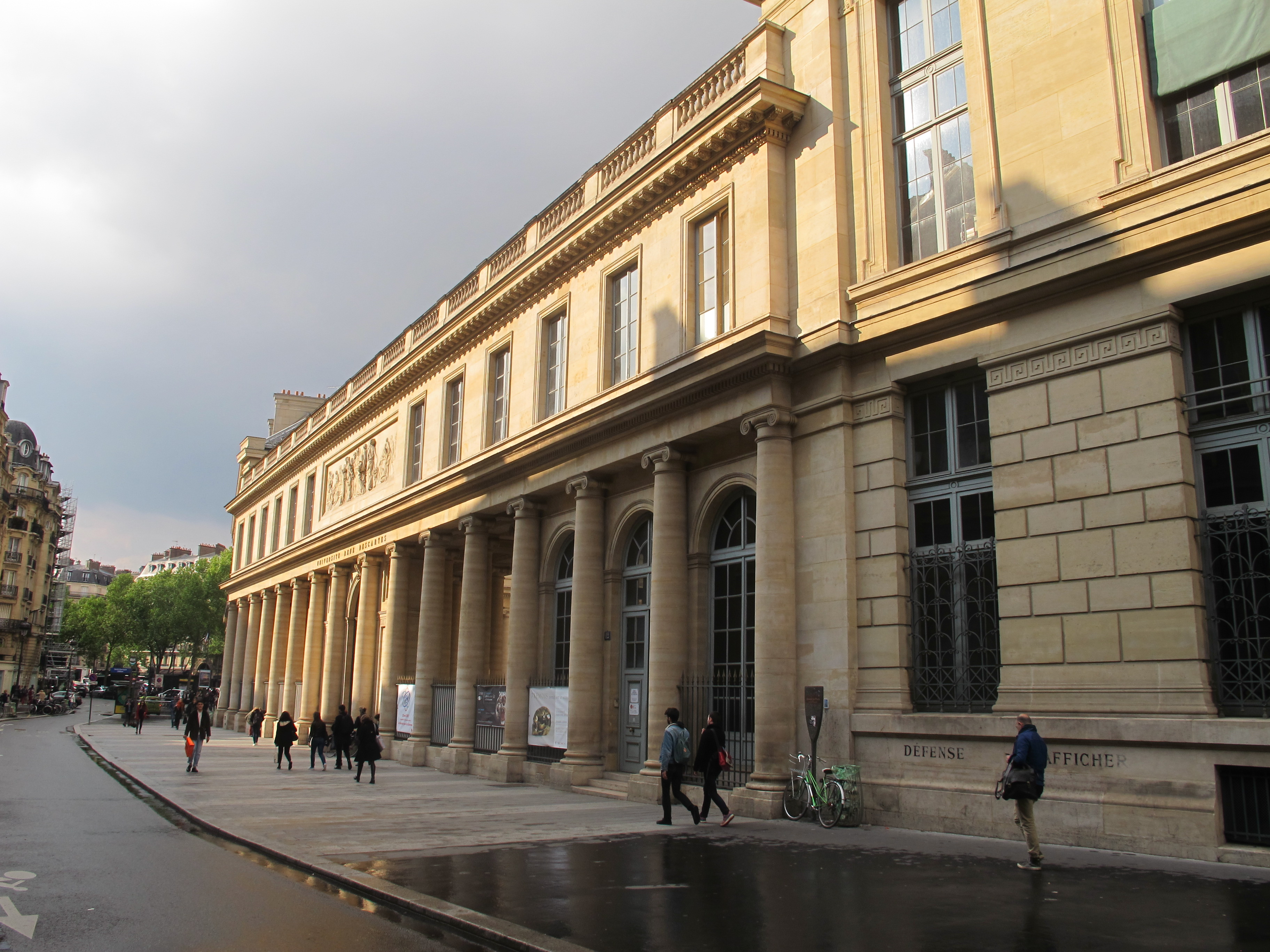
L'université Paris-Descartes, rue de l'École-de-Médecine à Paris.

Axel Kahn se porte candidat à la présidence de l'université Paris-Descartes en octobre 2007. Il est élu le 20 décembre 2007 par le Conseil d'administration. Il a précisé ses objectifs et sa vision de la loi Pécresse sur l'autonomie des universités dans un entretien au journal Le Point. Il a néanmoins apporté son soutien à l'Academic Pride. Le 18 décembre 2008, il est élu président de la commission recherche de la Conférence des présidents d'université (CPU). Son mandat de président de l'université Paris-Descartes prend fin le 20 décembre 2011. Atteint par la limite d'âge, il ne se présente pas à sa propre succession. Il est depuis président honoraire de l'université.
Axel Kahn a pris position en faveur de la réforme sur l'autonomie des universités (mettant jusqu'à sa présidence de Paris-Descartes en jeu) ainsi qu'en faveur du décret sur les universitaires, qui suscite l'opposition d'un nombre important d'enseignants-chercheurs en 2009. Il s'est toutefois désolidarisé du président Nicolas Sarkozy qui, lors d'une émission télévisée le 5 février 2009, s'est réclamé de son soutien « comme personnalité de gauche ». Le 7 février dans une interview sur Europe 1, Axel Kahn a refusé d'être « pris en otage », a reproché au président ses propos méprisants et blessants sur les chercheurs tenus à l'Élysée le 22 janvier et lui a déclaré que, dans ces circonstances, sa réforme « maintenant mal emmanchée » ne passerait pas. Une semaine plus tard, il déclare la nouvelle version du décret « acceptable » tout en affirmant qu'il « serait inacceptable de compenser par des surcharges de service le manque d'enseignants-chercheurs ».

### Maladie et mort

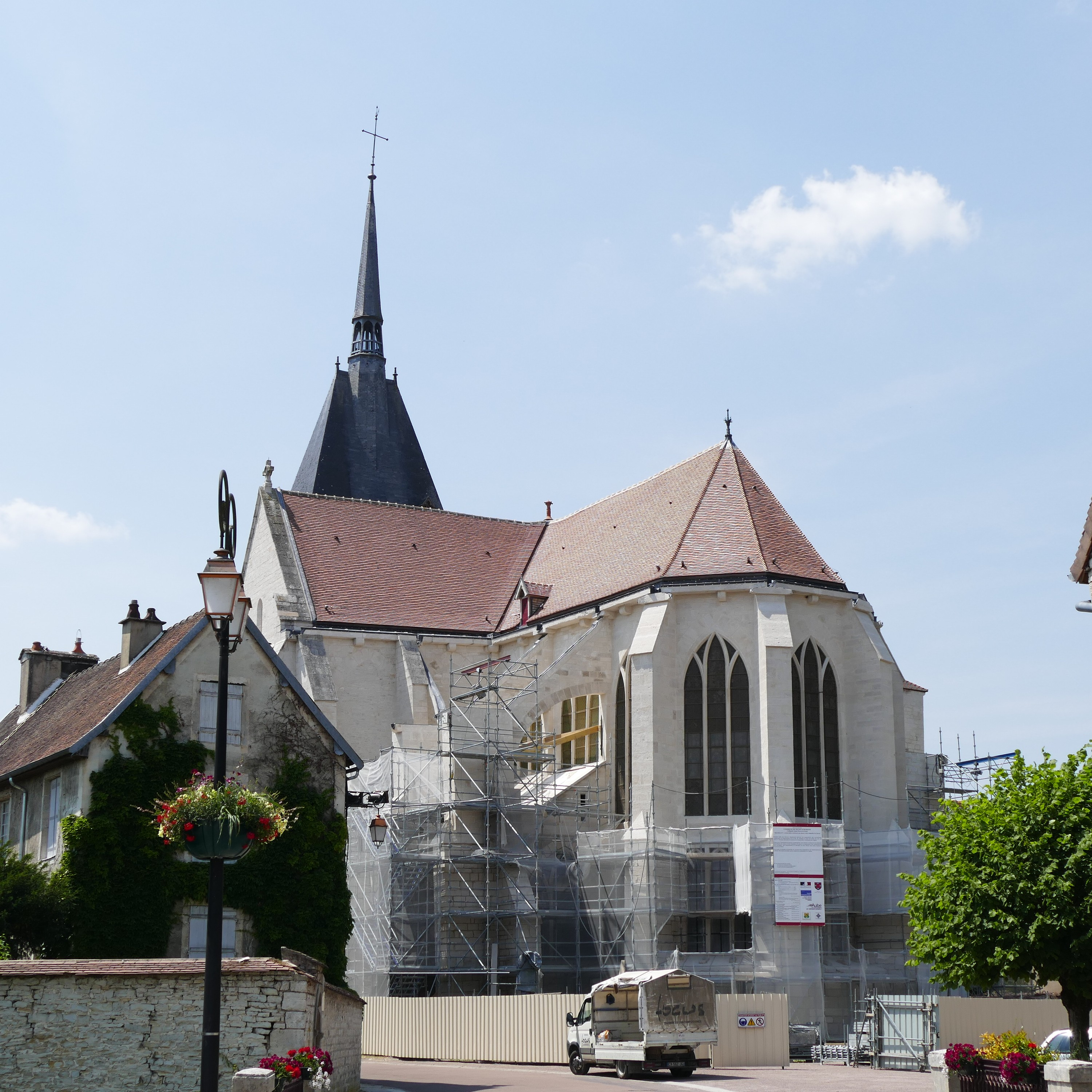
Collégiale Saint-Pierre-ès-Liens à Mussy-sur-Seine

Il lui est diagnostiqué un cancer avec des atteintes osseuses en avril 2020. En avril 2021, après une première rémission, il s'avère atteint d'un cancer généralisé. Il s'exprime à ce sujet sur plusieurs médias pour expliquer et témoigner de sa future disparition. Notamment, dans un entretien à France Inter le 17 mai 2021, il déclare avoir fait ses adieux à ses proches et entrer à l'hôpital le 19 mai. Deux jours plus tard, le 21 mai, il publie un texte d’adieu sur Facebook. Il donne également un entretien à L'Obs et à La Croix. Il publie sur son blog les pensées qui l'animent alors qu'il sait qu'il ne lui reste que quelques jours à vivre. Il quitte la présidence de la Ligue nationale contre le cancer le 1er juin, qui est alors assurée par Daniel Nizri, l’un des trois vice-présidents.
Il meurt le 5 juillet 2021 dans le 15e arrondissement de Paris,, à l'âge de 76 ans, des suites de son cancer. Après des obsèques à la collégiale du village, il est inhumé au cimetière de Mussy-sur-Seine, dans l'Aube, où la famille possède une maison,.

## Engagements personnels

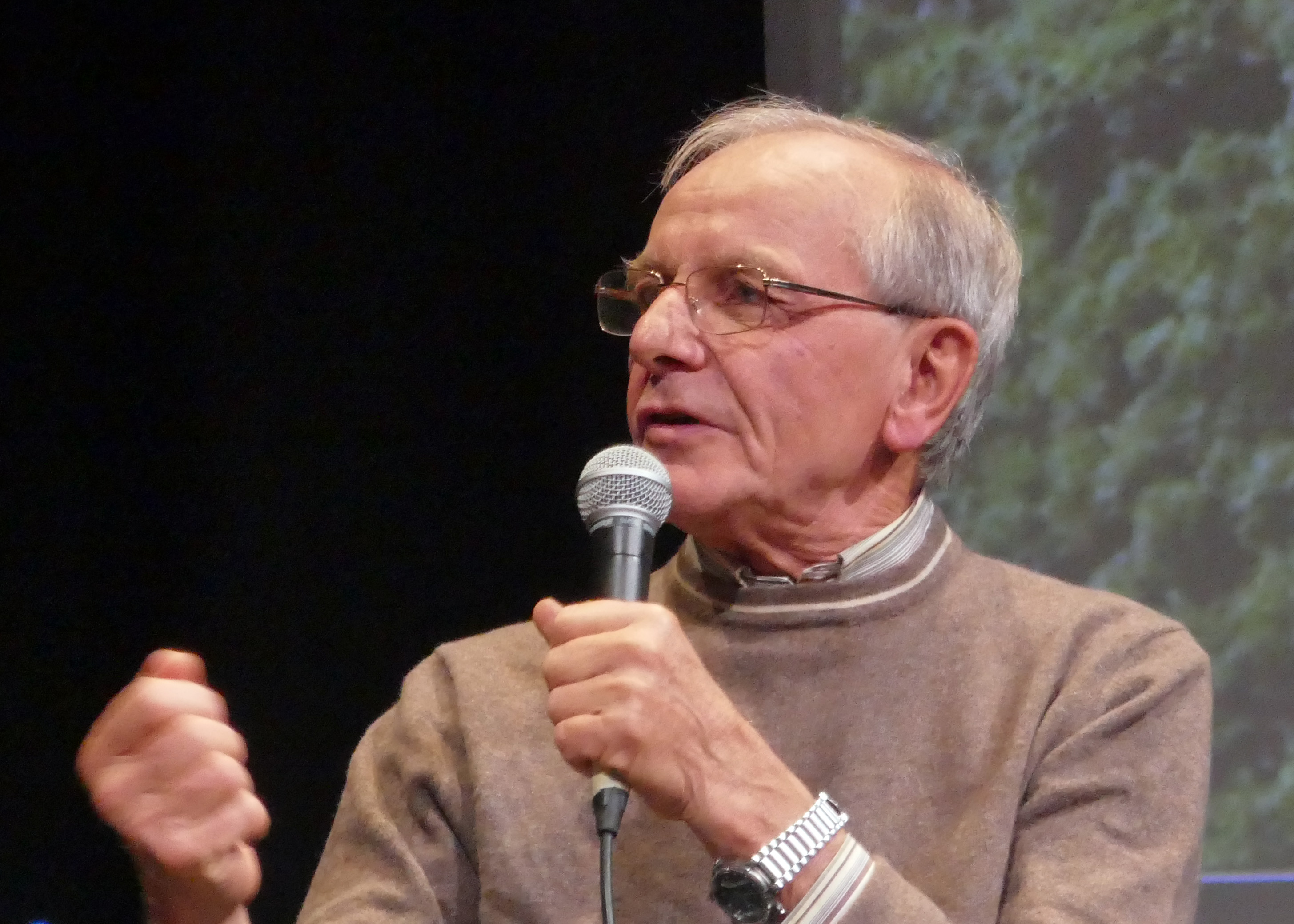
Axel Kahn au Festival international de géographie à Saint-Dié-des-Vosges, 2019

Grand randonneur et amoureux de la nature, il a notamment traversé la France à pied,.
Homme de devoir — notion qui l'obsède —, il est passionné par la question du bien et du mal, « une question fondamentale », selon lui.
Axel Kahn est l'auteur ou le coauteur de nombreux livres de vulgarisation et de réflexion, notamment philosophique et éthique. Il intervient également régulièrement dans le débat public sur ces questions.

### Positions scientifiques
Depuis 1990, Axel Kahn s'est engagé dans plusieurs débats médiatiques. En 1991, il lance avec d'autres une pétition critiquant l'emploi du test génétique pour déterminer le sexe chez les athlètes féminines. Depuis 1992, il milite contre la brevetabilité des gènes par les États-Unis et l'Europe. Il proteste également contre l'exhumation d'Yves Montand afin de pratiquer, sur sa dépouille, des tests de paternité.
En 2000, Axel Kahn s'est opposé non seulement au clonage reproductif mais aussi au principe du clonage thérapeutique, dénonçant la réification de l'embryon humain. Mettant en question les possibilités thérapeutiques de cette méthode, il la contestait pour des raisons morales. Il a dénoncé le discours des médecins et des scientifiques la présentant comme porteuse d'exceptionnelles promesses médicales. Pour lui, il s'agissait là plus d'un lobbying que d'une réelle information du public. En 2005 et 2006, il a insisté pour que, même si le Parlement finissait par autoriser cette recherche, ce soit pour des raisons scientifiques explicites, et non en arguant des perspectives thérapeutiques alors difficilement réalisables au moins à court et moyen terme. Certains ont interprété cette analyse comme le signe d'un léger infléchissement de sa position ces dernières années[réf. nécessaire].
Chargé par le Comité consultatif national d'éthique (CCNE) d'instruire la saisine ministérielle sur le sujet, Axel Kahn s'oppose vivement à la jurisprudence de la Cour de cassation sur l'affaire Perruche. Cette jurisprudence indiquait que des praticiens ayant commis une erreur de diagnostic prénatal devaient indemniser non seulement les parents, mais aussi, toute leur vie durant, les enfants handicapés.
Toujours dans le cadre de son combat contre le réductionnisme génétique, il répond, en 2007 à Nicolas Sarkozy, candidat à la présidence de la République. Ce dernier dans un entretien avec le philosophe Michel Onfray avait fait part de sa conviction d'une origine génétique de la pédophilie et des tendances suicidaires chez les jeunes. En septembre 2007, avec Didier Sicard président du CCNE, il s'oppose vivement à l'amendement présenté par le député Thierry Mariani portant sur l'utilisation des tests génétiques dans le cadre du regroupement familial, qu'il déclare « immorale » et « illégitime ».
De mai à août 2013, Axel Kahn parcourt la France à pied en soixante-douze étapes, depuis Givet dans les Ardennes à la frontière espagnole au Pays basque. Il partage au quotidien sur les réseaux sociaux ses impressions d'étape et réflexions qui font aussi l'objet d'un livre. De mai à fin juillet 2014, il réalise, également en soixante-douze étapes, une seconde traversée diagonale du pays dans l'autre sens, de la Pointe-du-Raz dans le Finistère à Menton dans les Alpes-Maritimes.
En 2019, il dément avoir été mis au courant de l'affaire du charnier du Centre de don des corps de l'université Paris-Descartes dont il était le président entre 2007 et 2011. Informé de la situation en janvier 2018 par le directeur en exercice du centre, il lui conseille de saisir le Comité consultatif national d'éthique et en prévient le président. Alexandre Mignon assure avoir eu un entretien téléphonique à ce sujet en 2012. Cette assertion est fermement démentie par Axel Kahn .

### Opinions et engagements philosophiques et politiques
Axel Kahn se montre très critique vis-à-vis du libéralisme lorsque celui-ci aboutit à réduire les valeurs à leur dimension marchande, et préfère mettre en avant le « propre de l'homme », c'est-à-dire « la responsabilité de s'imposer un devoir et de s'y conformer », qui est centrale, car « elle constitue le moyen de refonder un humanisme non essentialiste [non réduit au déterminisme] dans une perspective agnostique ».
Membre du Parti communiste français jusqu'en 1977,, Axel Kahn adhère au Parti socialiste après l'élection de François Mitterrand à la présidence de la République en 1981 et le quitte deux ans après. De 2003 à 2007, il est vice-président de la Société des amis de L'Humanité.
Lors des élections législatives françaises de 2007, Axel Kahn copréside avec Albert Jacquard le comité de soutien d'André Aschieri dans la neuvième circonscription des Alpes-Maritimes. À l'occasion des élections municipales françaises de 2008, il est membre des comités de soutien de Bertrand Delanoë, à Paris, et de Pierre Cohen, à Toulouse ; il est intervenu dans les derniers meetings des candidats.
En mai 2012, dans le cadre de l'élection présidentielle, il compare dans un tweet le rassemblement des partisans de Nicolas Sarkozy sur l'esplanade du Trocadéro le 1er mai à Paris aux rassemblements nazis de Nuremberg (« Images et symboles sont mobilisés par le Nuremberg du tout petit d'hier, ceux de Résistance et du chant des partisans s'imposent à moi »), avant de s'excuser dans un second tweet dans lequel il demande « pardon à tous » et déclare avoir été bouleversé. Il expliquera plus tard avoir réagi aux « images et aux symboles » qu'évoquait pour lui ce meeting politique de soutien au candidat-président,.
En juillet 2011, Axel Kahn intègre l'équipe de campagne de Martine Aubry pour l'élection présidentielle de 2012 chargé d'une thématique de réflexion sur la « refondation du progrès ». Il est ensuite investi candidat du Parti socialiste pour les élections législatives de 2012 dans la deuxième circonscription de Paris (regroupant les 5e, 6e et 7e arrondissements), une circonscription sociologiquement acquise à la droite. Lors du premier tour, il obtient 33,9 % des voix,. Au second tour, il est battu avec 43,5 % des suffrages exprimés contre 56,5 % à François Fillon.

### Fonctions et responsabilités

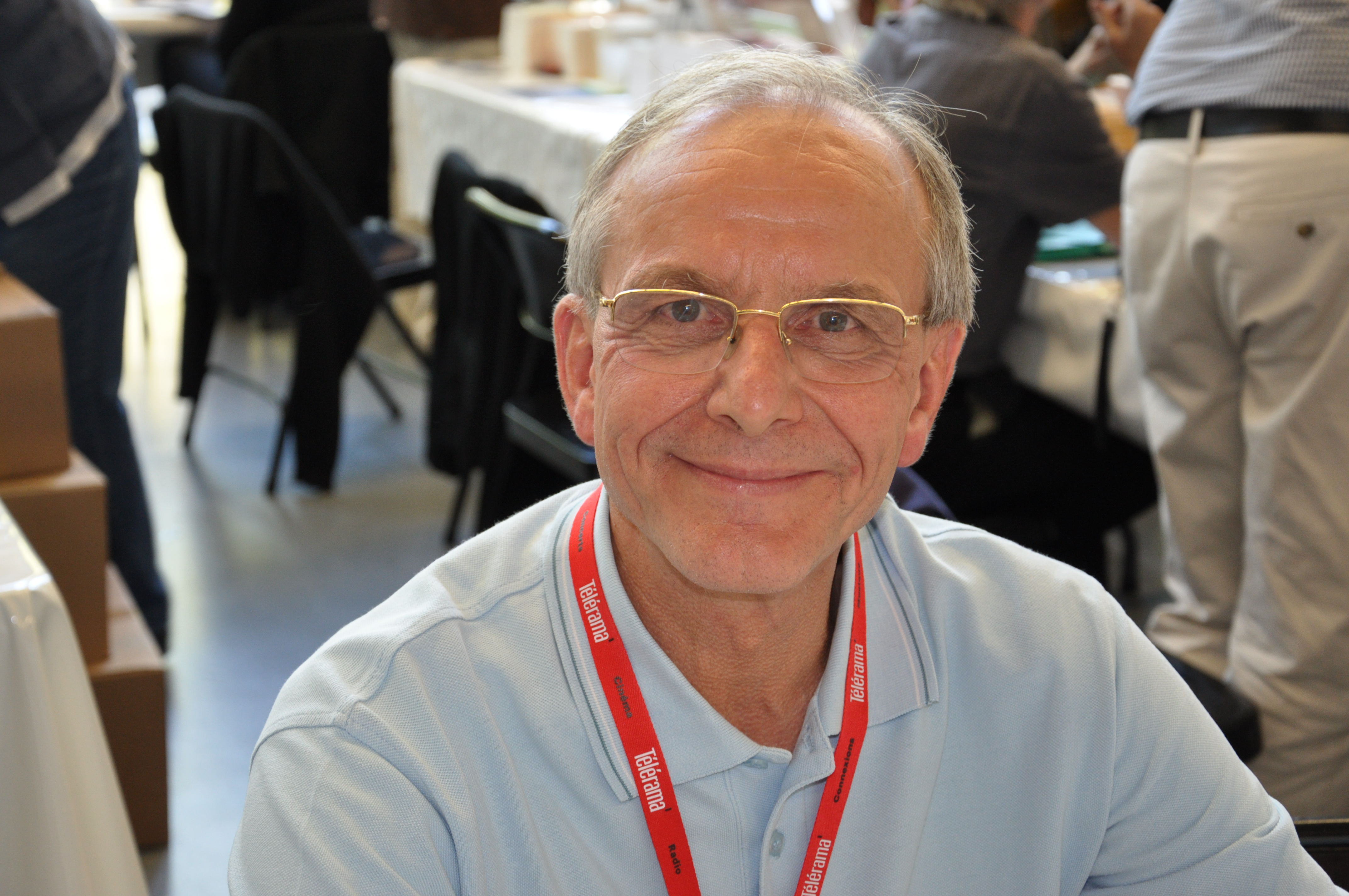
Axel Kahn au Festival du Livre de Mouans-Sartoux, 2012.

Axel Kahn prend une part active à la vie associative. Il est ainsi notamment :
- membre fondateur et rédacteur en chef de la revue médecine/sciences (1985-1998)
- membre correspondant de l’Académie des sciences - Institut de France (1990).
- président dans les années 1990 de l'Association de Prévention et d'Études des Maladies Moléculaires fondée par Georges Schapira en 1960. Il en devient président d'honneur à l'issue de son mandat[110].
- membre de l’European Molecular Biology Organization - EMBO (1997), de la Société française de génétique (1997), de la Société de génétique humaine (1997), de la Société de biologie moléculaire et cellulaire (1997), de la Société française de biologie (1997).
- membre de la Royal Society of Biochemistry, UK (1997), de l’American Society for Biochemistry and Molecular Biology (1997), de l'American Society for Gene Therapy (2000), de l’American Diabetes Association (2000).
- membre titulaire de l’Académie européenne des sciences, des arts et des lettres (2001).
- membre depuis 2002 du comité de parrainage de la Coordination pour l'éducation à la non-violence et à la paix[111].
- président du groupe de réflexion sur l'éthique de la Ligue nationale contre le cancer depuis 2004.
- président de la Fondation internationale du handicap en 2007[112].
- parrain en 2006 du projet culturel et éducatif la Cité des Savoirs du XXIe siècle pour l'île Seguin avec d'autres personnalités telles que Régis Debray, Albert Jacquard ou Philippe Meirieu[113].
- président du Comité éthique et cancer et de la Fondation internationale de recherche appliquée sur le handicap depuis les années 2000.
- parrain avec d'autres personnalités scientifiques telles que Claude Allègre, Étienne-Émile Baulieu, François Gros ou Pierre Joliot de l'Association française des biotechnologies végétales depuis sa création en 2009[114].
- président de la Ligue nationale contre le cancer du 28 juin 2019 au 1er juin 2021.

## Distinctions
- Officier de la Légion d'honneur (2004)
- Commandeur de l'ordre national du Mérite (2008)[115]
- Chevalier de l'ordre des Arts et des Lettres (1995)[116]
- Officier de l'ordre du Mérite agricole (1998)[116]
- Commandeur l'ordre de la Pléiade[117]
- Docteur honoris causa de l'université catholique de Louvain et de l'université de Liège en Belgique, des universités de Montréal, Laval, Sherbrooke et Ottawa au Canada[116].

## Ouvrages
- Société et révolution biologique : pour une éthique de la responsabilité, INRA éditions, Paris, 1996.  (ISBN 2738006906).
- La médecine du XXIe siècle : des gènes et des hommes, en collaboration avec Dominique Rousset, éditions Bayard presse, Paris, 1996  (ISBN 2227137002).
- Copies conformes, le clonage en question, en collaboration avec Fabrice Papillon, éditions Nil, Paris, 1998  (ISBN 2702816738).
- Les plantes transgéniques en agriculture, éditions John Libbey Eurotext, Paris, 1998  (ISBN 9782742001491).
- Et l’homme dans tout ça ? : plaidoyer pour un humanisme moderne, éditions Nil, Paris, 2000  (ISBN 2841111784).
- L’avenir n’est pas écrit, par Albert Jacquard et Axel Kahn, éditions Bayard presse, Paris, 2001  (ISBN 2227139412).
- Raisonnable et humain, éditions Nil, Paris, 2004  (ISBN 2841113035).
- Bioéthique et liberté en collaboration avec Dominique Lecourt, Collection Quadrige/Essais PUF, Paris, 2004  (ISBN 2130542980).
- Doit-on légaliser l'euthanasie ? par André Comte-Sponville, Marie de Hennezel et Axel Kahn, éditions de l'Atelier, Paris, 2004  (ISBN 270823773X).
- Le secret de la salamandre : la médecine en quête d’immortalité, en collaboration avec Fabrice Papillon, éditions Nil, Paris, 2005  (ISBN 2841112810).
- Biotechnologies, progrès : histoire, développement, débats actuels, Les leçons inaugurales du Groupe ESA, 2005.
- Comme deux frères : mémoire et visions croisées en collaboration avec Jean-François Kahn, éditions Stock, Paris, 2006  (ISBN 2234057671).
- L'homme, ce roseau pensant... : essai sur les racines de la nature humaine, éditions Nil, Paris, 2007  (ISBN 2841113426).
- Vivre toujours plus ? : le philosophe et le généticien, en collaboration avec Roger-Pol Droit, éditions Bayard presse, Paris, 2008  (ISBN 2227477466).
- L’Homme, le Bien, le Mal : une morale sans transcendance, en collaboration avec Christian Godin, éditions Stock, Paris, 2008  (ISBN 2234059755).
- L'Ultime Liberté ? éditions Plon, Paris, 2008  (ISBN 978-2259209267).
- Un type bien ne fait pas ça... : morale, éthique et itinéraire personnel, éditions Nil, Paris, 2010  (ISBN 978-2841114351).
- Faut-il légaliser l'euthanasie, en collaboration avec et Luc Ferry, éditions Odile Jacob, Paris, 2010  (ISBN 978-2738125767).
- Controverses : université, science et progrès, en collaboration avec Valérie Pécresse, éditions Nil, Paris, 2011  (ISBN 978-2841115471).
- Les Âges de la vie, en collaboration avec Yvan Brohard, éditions La Martinière, Paris, 2012  (ISBN 2732451657).
- Un chercheur en campagne, éditions Stock, Paris, 2012  (ISBN 978-2-234-07474-3).
- L’Homme, le libéralisme et le bien commun, éditions Stock, Paris, 2013  (ISBN 978-2-234-07332-6).
- Pensées en chemin : ma France des Ardennes au Pays basque, éditions Stock, 2014  (ISBN 978-2-234-07010-3).
- Les gènes, ce qu'on ne sait pas encore, en collaboration avec Anna Alter, éditions Le Pommier, 2014  (ISBN 978-2-7465-0731-9).
- Entre deux mers, éditions Stock, 2015  (ISBN 978-2-234-07916-8).
- Être humain, pleinement, éditions Stock, 2016  (ISBN 978-2-234-08113-0).
- Jean, un homme hors du temps, édition Stock, 2017  (ISBN 9782234084124)
- Chemins, éditions Stock, 2018  (ISBN 2234086442)
- L'Éthique dans tous ses états, en collaboration avec Denis Lafay, éditions de l'Aube, 2019,  (ISBN 978-2-8159-3137-3)
- Et le bien dans tout ça ?, éditions Stock, 2021,  (ISBN 978-2-234-09138-2)

## Pour approfondir